# 린다 론스태트
린다 마리아 론스태트(Linda Maria Ronstadt, 1946년 7월 15일 ~ )는 미국의 대중음악 및 컨트리 음악 가수다. 총 11번의 그래미상, 3번의 미국 음악상, 2번의 컨트리 음악 아카데미상, 1번의 에미상, 1번의 ALMA상 수상 실적을 보유했다. 자신의 음반 다수가 미국 및 세계적으로 골드, 플래티넘, 혹은 멀티플레티넘 인증을 받았다. 또한 토니상, 골든글로브상에서 후보로 오른 바 있다. 2009년도에 버클리 음악 대학에서 명예 박사 학위를 수여받았다. 2014년 4월 로큰롤 명예의 전당에 헌액되었다. 2014년 7월 28일, 국립 예술 및 인문학 훈장에서 수상했다.
누계 30장의 정규 음반과 15장의 컴필레이션 혹은 그레이티스트 히트 음반을 발표한 그는 빌보드 핫 100 싱글에 38번 차트 진입시키고 이중 40위 내 진입은 21번, 10위 내 진입은 10번, 2위 내 진입은 3번, 1위 진입은 〈You're No Good〉 한 번이다. 이러한 성공이 비록 영국으로 옮겨붙지는 않았지만, 싱글 〈Blue Bayou〉이 영국 톱 40에 도달했다. 1989년 12월 아론 네빌과 듀엣한 〈Don't Know Much〉가 최고성적 2위를 달성했다. 거기에 대해, 그는 빌보드 팝 음반차트에서 36장 음반을 차트 랭크인하고 이중 톱10은 10장, 1위는 3장이 달성했다. 2013년 발간된 그의 자서전 《단순한 꿈: 음악적 기억》(Simple Dreams: A Musical Memoir)은 뉴욕 타임스 최고 판매량 목록에서 10위 내로 데뷔했다.
론스태트는 지금까지 각종 장르를 아우르는 아티스트들과 협업했으며, 그중 베티 미들러, 빌리 엑스틴, 프랭크 자파, 로즈마리 클로니, 플라고 지메네즈, 필립 글라스, 웨렌 제본, 에밀루 헤리스, 그램 파론스, 돌리 파튼, 닐 영, 조니 캐시, 닐슨 리들가 있다. 120개가 넘는 음반에서 목소리를 제공하였고 이들은 1억 장 넘게 팔려 그를 세상에서 가장 많은 음반을 판 아티스트 중 하나로 기록되게 했다. 《재즈 타임스》의 크리스토퍼 런던은 2004년에 론스태트가 "축복받음과 동시에 그 세대에서 당연코 가장 훌륭한 노랫소리를 지니고 있다."고 썼다.
2009년 말의 마지막 라이브 콘서트 이후, 론스태트는 2011년 은퇴했다. 2012년 12월 파킨슨병을 진단받은 뒤로 노래를 부를 수 없게 됐다.